# Arzé
 (avril 2024).
Si vous disposez d'ouvrages ou d'articles de référence ou si vous connaissez des sites web de qualité traitant du thème abordé ici, merci de compléter l'article en donnant les références utiles à sa vérifiabilité et en les liant à la section « Notes et références ».
Pour plus de détails, voir Fiche technique et Distribution.
Arzé (arabe : أرزة) est une comédie dramatique multinationale réalisée par Mira Shaib et sorti en 2024. Premier long métrage de la réalisatrice, il met en vedette Diamand Abou Abboud, Betty Taoutel et Bilal Al Hamwi.

## Synopsis
Arzé, une mère célibataire, est déterminée à acheter une mobylette à son fils pour qu'il puisse l'aider à lui livrer les délicieuses tartes qu'elle prépare, sa seule source de revenus. Pour y parvenir, elle vole et met en gage le bracelet de sa sœur, ce qui peut être une bonne idée ou non.
Mais hélas, le scooter est volé ! Et quand la police se révèle inutile – c'est le Liban après tout – Arzé prend les choses en main et traîne son fils réticent dans tout Beyrouth à la recherche du scooter disparu.
Arzé et son fils se retrouvent rapidement entraînés dans un long voyage plein de rebondissements alors qu'ils naviguent dans le sectarisme et le chaos de Beyrouth. Pour se fondre dans chaque quartier qu'ils visitent, Arzé fait preuve de créativité et enfile tout un déguisement. C'est un caméléon, qui change d'accent, donne un hijab ou une croix chrétienne, et donne même un nouveau nom à Kinan. Elle fera tout pour retrouver le scooter.
La quête est longue et frustrante. Alors que les tensions montent et que des secrets de famille sont révélés, la découverte du scooter est en jeu, tout comme l'unité de la famille d'Arzé.

## Fiche technique
Sauf indication contraire, les informations mentionnées dans cette section peuvent être confirmées par la base de données cinématographiques IMDb,  présente dans la section « Liens externes ».
- Titre original : أرزة
- Titre français et québécois : Arzé
- Réalisation : Mira Shaib
- Scénario : Louay Khraish et Faissal Sam Shaib
- Musique : Hany Adel
- Décors : Sabbine Sabbagh
- Costumes : Sally Shehayeb
- Photographie : Heyjin Jun
- Montage : Hisham Saqr
- Production : Faissal Sam Shaib, Louay Khraish, Zeina Badran
- Sociétés de production : Ambient Light et Spotless Mind Films
- Sociétés de distribution : Ambient Light et Cinewave Films
- Budget : N/A
- Pays de production :  Liban,  Égypte,  Arabie saoudite
- Langue originale : arabe
- Format : couleur
- Genre : comédie dramatique
- Durée : 90 minutes
- Dates de sortie[2] :
  - Chine : 21 avril 2024 (festival de Pékin)
  - États-Unis : juin 2024 (festival de Tribeca)
  - Liban : 22 août 2024

## Distribution
- Diamand Abou Abboud : Arzé
- Betty Taoutel : Layla
- Bilal Al Hamwi : Kinan
- Shaden Fakih : Dina
- Hagop Der Ghougassian : Sevag
- Junaid Zeineldine : Noor
- Fouad Yammine : Nicolas
- Fadi Abi Samra : Joseph
- Tarek Tamim : Saadeddine
- Elie Mitri : Junkyard Owner
- Joyce Nasrallah : Odette
- Saad Kadri : Ahmad
- Ibrahim Ajami : Ali
- Mounir Challita : Mandoor
- Kathy Youness : Yasmine